# پیکیون (میسیسیپی)
پیکیون (به انگلیسی: Picayune) شهری در ایالت میسیسیپی کشور ایالات متحده آمریکا است که جمعیت آن در سرشماری سال ۲۰۱۰ میلادی، ۱۰٬۸۷۸
نفر بوده‌است.